# 五位堂站
五位堂站（日语：／ Goido eki */?）是位於奈良縣香芝市瓦口，近畿日本鐵道（近鐵）的大阪線車站。車站編號為「D23」。副站名為「真美丘新市鎮前」（日语：／）。

## 歷史
- 1927年（昭和2年）7月1日[2]- 大阪電氣軌道八木線（現時為大阪線）恩智至高田之間開通，此站啟用[1][3]。
- 1941年（昭和16年）3月15日 - 大阪電氣軌道與参宮急行電鐵合併，關西急行鐵道成立[1][3]。
- 1944年（昭和19年）6月1日 - 關西急行鐵道與南海鐵道（為南海電氣鐵道的前身）合併，成為近畿日本鐵道的車站[1][3]。
- 1963年（昭和38年）1月 - 設置待避線（同日大和高田站高架化，撒走待避線）[4]。
- 1987年（昭和62年）9月21日 - 現時的車站大樓落成啟用[5]。設定為區間快速急行及急行停車站。
- 2001年（平成13年）3月22日 - 設定為快速急行停車站[6]。
- 2007年（平成19年）4月1日 - 車站可以使用PiTaPa[7]。

### 關於名稱
車站實際上是位於香芝市五位堂及同市瓦口之間，但是車站名為「五位堂站」。關於為何車站名為五位堂，在車站啟用前，已經有爭論把車站名稱定為五位堂還是瓦口，但是選擇五位堂的原因，包括近鐵在內卻缺乏記錄。但是在啟用當時，位於車站的自治體是北葛城郡五位堂村。
此外，和歌山線的JR五位堂站位於香芝市五位堂。距離此站約1公里。

## 構造
車站為設有跨站式站房的地面車站。設有2面4線的島式月台，當中設有待避線。在1987年，月台長215米，可容納10卡車廂。
車站出入口設在北、東北和西南方三處，設有1處閘口。
由於車站長久以來都沒有在站名牌、發車資訊牌各種資訊牌中加入外國語言，以及下行沒有設置扶手電梯。除了部分站內資訊外，大多數資訊已加入英文。在2009年度，此站獲得國土交通省的交通施設無障礙化設備費用資助金，以作購置升降機與無障礙廁所，在2011年購入完成。

### 月台
| 月台 | 路線   | 方向 | 目的地                                                   |
| ---- | ------ | ---- | -------------------------------------------------------- |
| 1、2 | 大阪線 | 下行 | 大和高田、大和八木、榛原、伊勢志摩、名古屋方向           |
| 3、4 | 大阪線 | 上行 | 河內國分、布施、大阪上本町、大阪難波、尼崎、神戶三宮方向 |

- 內側2線（2號與3號月台）為主本線，外側2線（1號和4號月台）為待避線。此外，3號和4號月台可向伊勢中川出發。
- 1號月台名張方向設有側線，可容納10卡編成。當以此站為終點站的列車下客後，會變成不載客列車前往側線，隨後折返3、4號月台。而3、4號月台是可通往五位堂檢修車廠、高安檢車區五位堂車廠方向。

## 特徴

### 停站列車
- 除特急列車外，所有一般列車均停此站[10]。
- 此站經常有列車待避，等候特急列車通過，以及緩急接續。以設有在此站為起點或終點站的班次[10]。
  - 在早上與黃昏，（快速）急行可與準急以下的列車進行緩急接續。在日間上行大多數與平日下行部分時間，急行與區間準急以下的列車可進行緩急接續[10]。
  - 在大阪方向中，設有部分準急列車在此站折返。在平日日間。設有下行普通列車於此站為終點站，上行區間準急列車於此站為起點站。在深夜時段，設有從大阪方向的區間準急於此站為終點站。在除了黃昏繁忙時間與晚間除外，直至尾班車前，整個時段設有班次以此為終點站[10]。
  - 在名張方向中，在晚間設有從大和朝倉站和大和八木站出發的各1班普通列車，以此站為終點站。在早上設有在此站為起點站的2班普通列車前往大和八木，1班普通列車前往榛原（只限平日），1班急行列車前往伊勢中川[10]。
- 在日間，毎小時設有3班急行，3班區間準急（在近鐵八尾站至名張站之間各站停車）。在每小時設有1班在此站折返的區間準急及普通列車[10]。

### 設備、營業上
- 此站為由大和高田站管理的有人車站。
- 車站設有櫃臺（只限早上和黃昏部分時間）和自動售票機售賣特急票及定期票[11]。
- 車站設有可使用PiTaPa、ICOCA的自動閘機（日语：自動改札機）和自動補票機（日语：自動精算機）（可支援回數（日语：回数乗車券）卡及IC卡，以及IC卡增值功能）。
- 此站設有由近鐵零售營運的商店[11]。

## 在此站上下車人次
以下列出近年來1日中上下車人次：
- 2018年11月13日：26,874人
- 2015年11月10日：26,373人
- 2012年11月13日：25,509人
- 2010年11月9日：26,023人
- 2008年11月18日：25,740人
- 2005年11月8日：24,755人

## 使用狀況
根據「奈良縣統計年鑑」，以下列出近年1日平均乘車人次。
| 年度               | 1日平均 乘車人次 |
| ------------------ | ---------------- |
| 1995年（平成7年）  | 11,554           |
| 1996年（平成8年）  | 11,723           |
| 1997年（平成9年）  | 11,751           |
| 1998年（平成10年） | 11,995           |
| 1999年（平成11年） | 12,397           |
| 2000年（平成12年） | 12,448           |
| 2001年（平成13年） | 12,633           |
| 2002年（平成14年） | 12,808           |
| 2003年（平成15年） | 13,128           |
| 2004年（平成16年） | 12,933           |
| 2005年（平成17年） | 13,059           |
| 2006年（平成18年） | 13,365           |
| 2007年（平成19年） | 13,476           |
| 2008年（平成20年） | 13,601           |
| 2009年（平成21年） | 13,380           |
| 2010年（平成22年） | 13,469           |
| 2011年（平成23年） | 13,490           |
| 2012年（平成24年） | 13,459           |
| 2013年（平成25年） | 13,897           |
| 2014年（平成26年） | 13,593           |
| 2015年（平成27年） | 13,993           |
| 2016年（平成28年） | 14,174           |

## 周邊
近鐵的五位堂檢修車廠在1982年（昭和57年）啟用，由同設有高安檢車區五位堂車廠。
- 真美丘新市鎮（日语：真美ヶ丘ニュータウン）[1]

文教設施
- 畿央大學
- 奈良縣立香芝高等學校（日语：奈良県立香芝高等学校）
- 香芝市立香芝東中學（日语：香芝市立香芝東中学校）
- 廣陵町立真美丘中學（日语：広陵町立真美ヶ丘中学校）
- 香芝市立五位堂小學（日语：香芝市立五位堂小学校）[1]
- 香芝市立真美丘東小學（日语：香芝市立真美ヶ丘東小学校）
- 香芝市立真美丘西小學（日语：香芝市立真美ヶ丘西小学校）
- 香芝市立五位堂幼稚園
- 香芝市立真美丘東幼稚園
- 葛城駕駛學校
- 香芝駕駛學校

主要商業設施
- Ecoll Mami 購物中心（北館，近鐵廣場 真美丘店）

郵局、金融機關
- 香芝別所郵局
- 香芝五位堂郵局
- 里索那銀行 香芝分店
- 南都銀行（日语：南都銀行） 真美丘分店
- 大和信用金庫（日语：大和信用金庫） 香芝分店

### 巴士路線
（※截至2016年3月19日）
車站前設有由奈良交通與京成巴士經營的巴士路線（後者是大和號的聯營路線）。此外，也設有香芝市社區巴士和香芝市需求交通的停車站。詳情參閱奈良交通西大和營業所。
- 五位堂駅巴士站
  - 1號乘車場
    - 31：往西真美

  - 2號乘車場
    - 13：經上牧町政廳，往王寺站
    - 17：經Apita西大和，往王寺站
    - 19：經上牧町政廳、櫻丘一丁目，往王寺站
    - 34：往馬見北一丁目
    - 「大和號（日语：やまと号）」 : 經橫濱站東出口、京成上野站、東京迪士尼度假區，往津田沼站

  - 4號乘車場
    - 33：經馬見南四丁目、馬見北三丁目，往馬見丘陵公園
    - 35：經馬見南四丁目，往馬見北三丁目

  - 5號乘車場
    - 32：經香芝高校南口，往馬見南二丁目
    - 36：真美丘循環線
    - 37：經香芝高校前、真美丘中心，往馬見南二丁目

香芝市社區巴士
- 真美丘、穴蟲路線：往香芝市政廳、綜合福祉中心

　在此站西北方150m的Harves五位堂店前出發。除了星期四、部分假日及12月27日至1月4日除外，每日設有6班。
香芝市需求交通
市內設有約280個指定停車站（包括政府機關設施、銀行、郵局、商業設施、醫療設施、車站等），已登記的使用者可由其住宅前接前往該停車站。
只限已登記的香芝居民使用。星期六及假日暫停服務。

## 相鄰車站
近畿日本鐵道
 大阪線
■快速急行
鶴橋（D04）－五位堂（D23）－大和高田（D25）
■急行
河內國分（D18）－五位堂（D23）－大和高田（D25）
■準急、■區間準急、■普通
近鐵下田（D22）－五位堂（D23）－築山（D24）
- 在大學入學試舉行當日，部分急行臨時加停大阪教育大前。

## 外部連結
- 五位堂 - 近畿日本鐵道（日語）